# 虛構作品中的金星

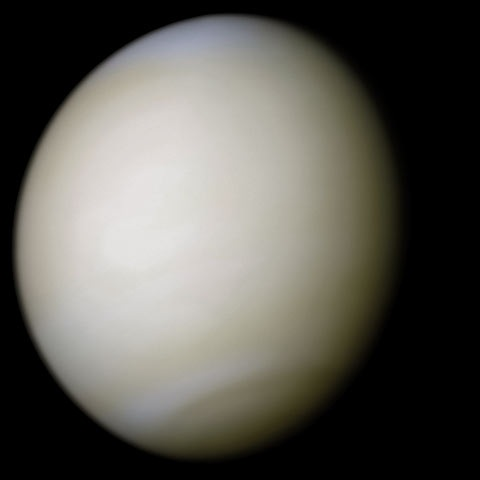
金星

自19世紀開始，金星就成為虛構作品中的背景。金星的濃厚雲層提供科幻小說作家對於其表面想像自由發揮，早期的觀測表明金星不僅與地球大小非常相似，它擁有濃厚大氣層。因為比地球接近太陽，金星經常被描繪成溫暖，但適合居住的星球。科幻小說於20世紀30年代至50年代達到高峰期，此時科學家已經得知金星部分資料，但嚴酷的表面尚未明朗。

## 小說
- Achille Eyraud所創作的小說《Voyage to Venus》（1865年）中，人類利用發動機推進太空船前往金星[1][2]。

- 古斯塔夫·W·波普所創作的小說《Journey to Venus》（1895年）中，人類與火星人前往金星。

- 約翰·蒙羅所創作的小說《A Trip to Venus》（1897年）中，一位天文學家和女兒使用新發明的飛行機器前往金星和水星。他們在金星上發現一個烏托邦文明。

- 拉爾夫·米爾恩法利（Roger Sherman Hoar）所創作的小說《廣播電台俠系列》（1924年至1955年）中，一個人從地球上被送到金星，金星有著沸騰的海洋，一種人形種族居住在陸地上。

- 奥拉夫·斯塔普雷顿所創作的小說《最後和最先的人》（1930年）中，人類逃離地球，滅絕金星的智慧水生生物。

- 約翰·W·坎貝爾所創作的小說《黑星通行證》（1930年）中，金星擁有先進的文明，並創造巨大的飛機。

- 埃德加·赖斯·巴勒斯所創作的小說《維納斯系列》（1934年至1946年）中，金星是一個熱帶的世界。該系列的英雄卡森·內皮爾與惡性政治鬥爭對抗。

- 斯坦利·G·溫鮑姆所創作的小說《寄生星球》和《"The Lotus Eaters》（1935年）中，金星遭到太陽潮汐鎖定，寄生生命居住在向光面熱帶區，背光面則是冰凍世界。

- 霍華德·菲利普斯·洛夫克拉夫特和Kenneth Sterling所創作的小說《In the Walls of Eryx》（1939年）中，蜥蜴人居住在金星的叢林。

- Leigh Brackett所創作的短篇小說（1940-1949），包括《Lorelei of the Red Mist》、 《The Moon That Vanished》、《Enchantress of Venus》中，金星氣候溫暖，潮濕，表面大部分是海洋或低窪沼澤，充滿異國情調的生物。

- 羅伯特·海因萊因所創作的小說《未來歷史》系列中，金星覆蓋著炎熱，潮濕沼澤。人類可以生活在金星上，但他們覺得非常不舒服。金星人原始，但是愛好和平。

- C·S·路易斯所創作的小說《漫遊金星》（1943年）是太空三部曲第二部。金星被描述為天堂，神話般的動物與國王和王后居住在此。

- 亨利·庫特納和C·L·摩爾所創作的小說《Clash by Night》（1943年）中，人類在地球破壞後，在金星海底城市找到了避難所。

- 威廉·泰恩所創作的小說《維納斯和七個男女》（1947年）。

- 范·沃格特所創作的小說《The World of Null-A》（1948年）和《Null-A》（1956年）中，金星在未來被改造成天堂，來自地球的移民被嚴格控制。

- 雷·布萊伯利所創作的小說《Death-by-Rain》（1950年）中，4名太空人在金星的表面尋找人造建築，以躲避暴雨。

- 艾薩克·阿西莫夫所創作的小說《Lucky Starr and the Oceans of Venus》（1954年）中，人類在金星海底建造殖民地。

- 雷·布萊伯利所創作的小說《All Summer in a Day》（1954年）中，人類建立金星的殖民地。

- 弗雷德里克·波爾所創作的小說《The Merchants of Venus》中，金星曾在遙遠的過去由神秘外星人（heechee）統治，他們留下的各種文物，隧道和地下洞穴。

- 法蘭克·赫伯特所創作的小說《Man of Two Worlds》中，法國人（和外籍軍團）和中國人在這個星球上展開戰爭。

- 金·史丹利·羅賓遜所創作的小說《2312》（2012年）中，金星地球化由中國主導。

- 斯蒂芬·金所創作的短篇小說《The Cursed Expedition》中，金星是活生物，並吞食太空船。

## 動畫及漫畫
- 安彥良和所創作的漫畫《維納斯戰記》中，人類移居金星，並展開許多戰爭。

- 漫畫/動畫《美少女戰士》中，愛野美奈子曾經是金星的公主。麥哲倫城堡就是公主和王室在金星的住所。